# Simplemente María (série télévisée, 1989)
Simplemente María est une telenovela mexicaine diffusée en 1989-1990 sur Canal de las Estrellas.

## Synopsis
L'innocente María López quite son petit village de campagne pour aller chercher fortune à la ville de Mexico. Là, elle est employée comme servante dans la riche famille Del Villar, composée du père, Gustavo et de ses deux enfants Juan Carlos et Lorena. Juan Carlos, un jouisseur qui ne pense qu'à ses plaisirs, se met à charmer María, qui tombe amoureuse de lui. Mais comme María n'est qu'un passe-temps pour Juan Carlos, il l'abandonne sans se soucier qu'elle soit enceinte.
Víctor Carreño, un humble professeur qui vit avec sa mère Doña Matilde, fait la connaissance de María et lui propose son aide. Il l'accueille chez lui et lui apprend à lire et à écrire. María commence à exercer comme couturière et son travail est apprécié. Cuand naît José Ignacio, le fils de María, Víctor qui est tombé amoureux d'elle lui avoue ses sentiments, mais María qui ne croit plus à l'amour décide de partir...

## Distribution
- Victoria Ruffo : María López de Carreño
- Manuel Saval † : Juan Carlos del Villar
- Jaime Garza : Víctor Carreño
- Gabriela Goldsmith : Lorena Concepción del Villar / Pilar Dávila / Betina Rossi / Sra. Charloc / Lucía Durán / Hermana Suplicio
- Toño Mauri : José Ignacio López
- Amairani : Laura Rivera del Villar de López
- Silvia Derbez † : Matilde Carreño
- Marcelo Buquet : Docteur Fernando Torres
- Roberto Ballesteros : Arturo D'Angelle
- Rafael Inclán : Don Chema
- Andrea Legarreta : Ivonne Ayala
- Frances Ondiviela : Natalia Preciado
- David Ostrosky : Rodrigo de Peñalvert, Conde de Arenzo
- Raúl Padilla "Chóforo" † : René
- Roberto Palazuelos : Pedro Cuevas
- Angélica Rivera : Isabella de Peñalvert de López
- Alejandro Aragón : Diego López
- Germán Bernal : Luis
- Claudio Báez : Gustavo del Villar
- Cecilia Camacho : Estela López de Reyes
- Constantino Costas : Clemente Reyes
- Esther Fernández † : Doña Chayo
- Rosa Carmina : Camelia Ramos
- Mauricio Ferrari : Dr. Luis Valadez
- Bárbara Gil † : Dulce Martínez
- Manuel López Ochoa † : Federico Reyes
- Servando Manzetti : Dr. Alberto Rivera
- Frank Méndez : Reynaldo Sotomayor
- Lola Merino : Fernanda Amolinar de Del Villar
- Karen Sentíes : Silvia Rebollar de Rivera
- Irlanda Mora † : Caridad
- Inés Morales : Florencia Amolinar
- Adriana Parra : Rita Fernández de López
- Mercedes Pascual : Constanza de Peñalvert
- Raquel Parot : Madre Carmela
- Roxana Saucedo : Meche
- Juan Carlos Serrán : Román López
- Cuco Sánchez † : Don Cuco
- Roberto Vander : Lic. Rafael Hidalgo
- Liliana Weimer : Brenda
- Rafael del Villar : Jacinto López
- Claudia Ortega : Nazaria Fernández
- Silvia Suárez : Crisanta Fernández
- Miguel Suarez † : Rosendo Montes
- María Almela : Ana López de Sotomayor
- Juan Bernardo Gasca : Marcos Carreño (jeune)
- Javier Herranz : Marcos Carreno
- Rosario Granados † : Doña Cruz Torres
- Rosa María Moreno † : Sarita Zambrano
- Serrana : Zulema Muñoz
- Polly : Luisa
- Joana Brito : Doña Raquel
- Vanessa Bauche : Julia Carreño (jeune)
- Rocío Brambila : Julia Carreño
- Eva Calvo : Amelia Alvear
- Anette Le Pave : Justine
- José Roberto Hill † : Esteban
- Silvia Campos : Violeta Alvear
- Aurora Cortés † : Chana
- Maya Mishalska : Ofelia
- Nicky Mondellini : Infirmière de la clinique Valadez
- Sara Montes : Elvira
- Diana Golden : Carmen
- María Morett : Margarita López
- María Rebeca : Paulina Mateos
- Ignacio Retes † : Abel Zambrano
- Tina Romero : Dra. Gabriela del Conde
- Gabriela Hassel : Iris
- Guadalupe Bolaños : Esperanza
- Gustavo Cosain : Don Nacho López
- Leonor Llausás †
- Ligia Escalante
- Sergio Basáñez : Jeane Claude Carre
- Juan Carlos Barreto : Benito
- Carlos Bonavides : Dr. Rojas
- Alberto González : Dr. Tomás
- Eduardo Borja † : Jefe de estación
- Patricia Castro : Palmira #1
- Myrrah Saavedra : Palmira #2
- Sandra Félix : Mme. Urquiaga
- Estela Furlong : Mme. González
- Inés Jacome : Rufina
- Arturo Lorca : Lic. Hurtado
- Teresa Rábago : Eusebia
- Rodrigo Ramón : Germán Carreño (jeune)
- Porfirio Baz : Germán Carreño
- Evangelina Sosa : Perla Carreño, dite Perlita (jeune)
- Lucy Reina : Perla Carreño, dite Perlita, épouse de Marcos
- Carlos García Tenorio : Juez
- Sergio Acosta : Detective Agustín Zepeta
- Roberto Carrera : Mauricio Egeyros
- Angelina Peláez : La Prieta
- Beatriz Olea : Yolanda López
- Ricardo Vera : Teniente Ornelas
- Alejandro Calderón : Anselmo
- Luis Cárdenas : Gerardo
- Karin Charlotte : Bertha
- José Antonio de la Vega : Pánfilo
- Guillermo Bothé
- Rosalinda España : Natalie
- Adriana Fierro : Amie de Natalia Preciado
- Raul Nava : Majordome de Conde de Arenzo
- Guillermina Solé : Infirmière à Miami
- Celia Suárez : Dra. chef de la Clinique Valadez
- Ana Iris Bosch : Dra. chef de la Clinique Valadez
- Irma Torres † : Infirmière de Lorena
- Jaqueline Voltaire † : Nancy Williams
- Tony Rodríguez : Dr. Gonzalo Arviso Arismendi
- Víctor Carpinteiro : Sordomudo suervo Rosendo y de la Camelia
- Antonio Rangel : Dr. Roger Bretón
- Florencia Ferret : Claudia
- Charly Valentino : Teniente Acuña
- Arturo Guizar : Baldomero
- Miguel Derbez : José Ignacio López (fils)
- Jorge Poza : José Ignacio López (jeune) / Chucho
- Pilar Souza †
- César Arias : Sergio Uribe
- Florencia Rodríguez : Sra. Rosenda
- Gabriela Giraldi : Catalina, dit Cata
- Henrry Donadieu
- Elizabeth Roure
- Alejandro Treviño
- Antonio Brillas † : Prêtre
- Lucero León
- Arath de la Torre : Michell, styliste
- Dora Cordero
- Vicky Rodel

## Diffusion
- Canal de las Estrellas (1989)

## Autres versions
- Simplemente María (1967)
- Simplemente María (1969)
- Simplemente María (1970)
- Simplemente María (1972)
- Rosa de lejos (1980)
- Simplemente María (2015)